# Lista de campeões mundiais de duplas da NWA

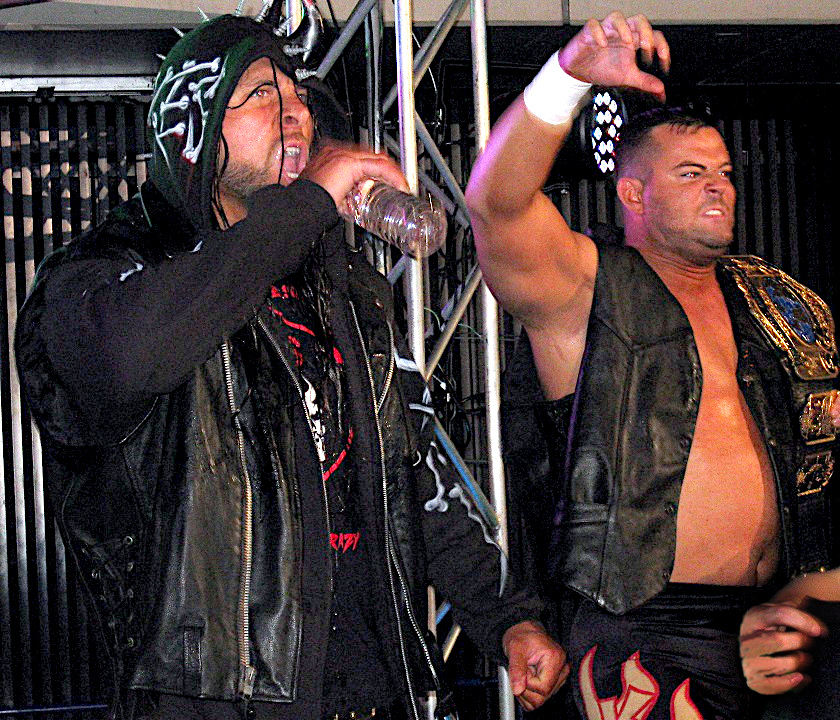
Killer Elite Squad (Davey Boy Smith, Jr. e Lance Archer), duas vezes Campeões Mundiais de Duplas da NWA

O NWA World Tag Team Championship é um título mundial de duplas de luta livre profissional disputado na National Wrestling Alliance (NWA). Oficialmente, a NWA não reconhecia um título de duplas até 1992, com diversas de suas federações afiliadas. Em 1992, com a World Championship Wrestling (WCW) como principal afiliada, o título mundial de duplas foi introduzido e defendido majoritariamente na companhia. No ano seguinte, o título foi vago após a WCW se desfiliar da NWA. Durante sua história, o título foi defendido na WCW, afiliadas da NWA, World Wrestling Federation (WWF) e na Total Nonstop Action Wrestling (TNA), antes de sua desfiliação da NWA.
Os campeões inaugurais foram Terry Gordy e Steve Williams, que ganharam os títulos na final de um torneio em julho de 1992. A dupla de Chris Harris e James Storm, coletivamente conhecidos como America's Most Wanted, possui o maior número de reinados, com seis. Em adição, Storm e Harris possuem o maior número de reinados individuais, com sete cada. As duplas de David Flair & Dan Factor e Glacier & Jason Sugarman têm o reinado mais curto, com um dia cada. O reinado mais longo é dos Skullkrushers (Rasche Brown e Keith Walker), com 777 dias com o título. Os atuais campeões são Matt Riviera e Rob Conway, coletivamente conhecidos como The Iron Empire, que estão em seu primeiro reinado. No total, houve 78 reinados.

## História

### Reinados
| #  | Dupla                                                        | Reinados | Data                    | Dias   | Local                  | Evento                                                  | Notas |
| -- | ------------------------------------------------------------ | -------- | ----------------------- | ------ | ---------------------- | ------------------------------------------------------- | --- |
| —  | Terry Gordy e Steve Williams                                 | 1†       | 12 de julho de 1992     | 71     | Albany, GA             | The Great American Bash (1992)                          | Derrotaram Barry Windham e Dustin Rhodes na final de um torneio. Gordy e Williams também eram campeões mundiais de duplas da WCW; dali até a saída da WCW da NWA, ambos os títulos eram defendidos juntos. |
| —  | Barry Windham e Dustin Rhodes                                | 1†       | 21 de setembro de 1992  | 58     | Atlanta, GA            | Saturday Night                                          | Exibido em 3 de outubro. |
| —  | Ricky Steamboat e Shane Douglas                              | 1†       | 18 de novembro de 1992  | 104    | Macon, GA              | Clash of the Champions XXI                              | |
| —  | The Hollywood Blonds (Steve Austin e Brian Pillman)          | 1†       | 2 de março de 1993      | 169    | Macon, GA              | Power Hour                                              | Exibido em 27 de março. |
| —  | Arn Anderson e Paul Roma                                     | 1†       | 18 de agosto de 1993    | 28†    | Daytona, FL            | Clash of the Champions XXIV                             | Lord Steven Regal substituiu Pillman no combate. |
| —  | Vago                                                         | —        | 1 de setembro de 1993   | —      | N/A                    | N/A                                                     | Título vago após a WCW separar-se da NWA. |
| 1  | The Rock 'n' Roll Express (Ricky Morton e Robert Gibson)     | 1        | 11 de abril de 1995     | 76     | Dallas, TX             | Evento ao vivo                                          | Derrotaram Dick Murdoch e Randy Rhodes na final de um torneio. Primeiro campeões reconhecidos pela NWA, que passou a considerar não oficiais os vencedores do título na WCW.                               |
| —  | Vago                                                         | —        | 26 de junho de 1995     | —      | Memphis, TN            | Evento ao vivo da USWA                                  | Título vago após luta com PG-13 (J.C. Ice e Wolfie D). |
| 2  | The Rock 'n' Roll Express                                    | 2        | 3 de julho de 1995      | 32††   | Memphis, TN            | Evento ao vivo da USWA                                  | Derrotaram PG-13 em uma revanche. |
| —  | Vago                                                         | —        | 4 de agosto de 1995     | —      | N/A                    | N/A                                                     | Título vago após a separação da dupla devido a suspensão de Ricky Morton da Smoky Mountain Wrestling (SMW), afiliada da NWA.                                                                               |
| 3  | Tarzan Goto e Mr. Gannosuke                                  | 1        | 9 de dezembro de 1995   | 236†   | Saitama, Japão         | Evento ao vivo                                          | Derrotaram Cactus Jack e Tiger Jeet Singh na final de um torneio. |
| —  | Vago                                                         | —        | Agosto de 1996          | —      | N/A                    | N/A                                                     | Título vago quando Goto e Gannosuke deixaram a IWA Japan, afiliada da NWA. |
| 4  | The Andersons (Pat Anderson e C. W. Anderson)                | 1        | 14 de setembro de 1996  | 109††† | Goldston, NC           | Evento ao vivo                                          | Derrotaram The Fantastics (Bobby Fulton e Tommy Rogers). |
| —  | Vago                                                         | —        | 1997                    | —      | N/A                    | N/A                                                     | Título vago devido a um acordo com a World Wrestling Federation (WWF) para que os títulos fossem defendidos na federação; Pat e Anderson não eram parte da companhia.                                      |
| 5  | The Rock 'n' Roll Express                                    | 3        | 12 de janeiro de 1998   | 36     | State College, PA      | N/A                                                     | Título presenteado. |
| 6  | The Headbangers (Thrasher e Mosh)                            | 1        | 17 de fevereiro de 1998 | 41     | Waco, TX               | Raw Is War                                              | Exibido em 23 de fevereiro de 1998. Luta disputada sob regras da World Wrestling Federation (WWF). |
| 7  | The New Midnight Express (Bodacious Bart e Bombastic Bob)    | 1        | 30 de março de 1998     | 137    | Albany, NY             | Raw Is War                                              | |
| 8  | The Border Patrol (Agent Gunn e Agent Maxx)                  | 1        | 14 de agosto de 1998    | 29     | Greenville, NC         | Evento ao vivo                                          | |
| 9  | Barry Windham e Tully Blanchard                              | 1        | 12 de setembro de 1998  | 28     | Lincolnton, NC         | Evento ao vivo                                          | |
| 10 | The Border Patrol                                            | 2        | 10 de outubro de 1998   | 14     | Cameron, NC            | Evento ao vivo                                          | |
| 11 | The Brotherhood (Eric Sbraccia and Knuckles Nelson)          | 1        | 24 de outubro de 1998   | 130    | Cherry Hill, NJ        | Show de 50 Anos da NWA                                  | Derrotaram a Border Patrol, Team Extreme (Kit Carson e Khris Germany) e Tully Blanchard e Tom Prichard. |
| —  | Vago                                                         | —        | 3 de março de 1999      | —      | N/A                    | N/A                                                     | Título vago após não ser defendido em 26 de fevereiro de 1999. |
| 12 | The Brotherhood (Knuckles Nelson (2) e Rick Fuller)          | 1        | 10 de junho de 1999     | 7      | Dallas, TX             | Evento ao vivo                                          | Derrotaram Team Extreme. |
| 13 | The Public Enemy (Johnny Grunge e Rocco Rock)                | 1        | 17 de junho de 1999     | 2      | Bolton, MA             | Evento ao vivo                                          | |
| 14 | The Brotherhood (Knuckles Nelson (3) e Dukes Dalton)         | 1        | 19 de junho de 1999     | 98     | Dorchester, MA         | Evento ao vivo                                          | |
| 15 | Team Extreme (Kit Carson e Khris Germany)                    | 1        | 25 de setembro de 1999  | 62     | Charlotte, NC          | Show de 51 Anos da NWA                                  | |
| 16 | Murder, Inc. (Kevin Northcutt e Jimmy James)                 | 1        | 26 de novembro de 1999  | 21     | N. Richland Hills, TX  | Evento ao vivo                                          | |
| 17 | Team Extreme                                                 | 2        | 17 de dezembro de 1999  | 78     | N. Richland Hills, TX  | Evento ao vivo                                          | |
| 18 | xXx (Curtis Thompson e Drake Dawson)                         | 1        | 4 de março de 2000      | 34     | Cornelia, GA           | Evento ao vivo                                          | |
| 19 | The Main Event (Reno Riggins e Steven Dunn)                  | 1        | 7 de abril de 2000      | 5      | Eskan, Afeganistão     | Evento ao vivo                                          | |
| 20 | The Rock 'n' Roll Express                                    | 4        | 12 de abril de 2000     | 5      | Waegwan, Coréia do Sul | Evento ao vivo                                          | Jackie Fulton substituiu Riggins no combate. |
| 21 | L.A. Stephens e Big Bubba Pain                               | 1        | 17 de abril de 2000     | 2      | Osan, Coréia do Sul    | Evento ao vivo                                          | |
| 22 | xXx                                                          | 2        | 19 de abril de 2000     | 118    | Okinawa, Japão         | Evento ao vivo                                          | |
| 23 | Bad Attitude (David Young e Rick Michaels)                   | 1        | 15 de agosto de 2000    | 172    | Tampa, FL              | Evento ao vivo                                          | Jeff Justice substituiu Dawson no combate. |
| 24 | The Bad Street Boys (Joey Matthews e Christian York)         | 1        | 3 de fevereiro de 2001  | 14     | Nashville, TN          | Evento ao vivo                                          | |
| 25 | Bad Attitude                                                 | 2        | 17 de fevereiro de 2001 | 33     | Cornelia, GA           | Evento ao vivo                                          | |
| 26 | David Flair e Dan Factor                                     | 1        | 22 de março de 2001     | 1      | Athens, GA             | Evento ao vivo                                          | |
| 27 | Bad Attitude                                                 | 3        | 23 de março de 2001     | 32     | Toccoa, GA             | Evento ao vivo                                          | |
| 28 | The New Heavenly Bodies (Chris Nelson e Vito DeNucci)        | 1        | 24 de abril de 2001     | 248    | Tampa, FL              | Evento ao vivo                                          | |
| 29 | Glacier e Jason Sugarman                                     | 1        | 28 de dezembro de 2001  | 1      | DeLand, FL             | Evento ao vivo                                          | |
| 30 | The New Heavenly Bodies                                      | 2        | 29 de dezembro de 2001  | 28     | Live Oak, FL           | Evento ao vivo                                          | |
| 31 | Disturbing Behavior (Tim Renesto e Jeff Daniels)             | 1        | 26 de janeiro de 2002   | 81     | Columbia, TN           | Evento ao vivo                                          | |
| 32 | The New Heavenly Bodies                                      | 3        | 17 de abril de 2002     | 52     | Winter Haven, FL       | Evento ao vivo                                          | |
| 33 | The Shane Twins (Mike e Todd)                                | 1        | 8 de junho de 2002      | 20     | Lima, Peru             | Evento ao vivo                                          | |
| —  | Vago                                                         | —        | 28 de junho de 2002     | —      | São Petersburgo, FL    | Evento ao vivo                                          | Título vago por demanda da Total Nonstop Action Wrestling (TNA), que retém controle sob os cinturões. |
| 34 | A.J. Styles e Jerry Lynn                                     | 1        | 3 de julho de 2002      | 42     | Nashville, TN          | Pay-per-view semanal #3                                 | Derrotaram o Rainbow Express (Bruce e Lenny Lane) na final de um torneio. |
| —  | Vago                                                         | —        | 14 de agosto de 2002    | —      | Nashville, TN          | Pay-per-view semanal #9                                 | Título vago por Vince Russo após um pinfall duplo envolvendo Jeff Jarrett e Ron Killings. |
| 35 | America's Most Wanted (Chris Harris e James Storm)           | 1        | 18 de setembro de 2002  | 56     | Nashville, TN          | Pay-per-view semanal #12                                | Venceram uma luta Gauntlet for the Gold. |
| 36 | The Disciples of The New Church (Brian Lee e Slash)          | 1        | 13 de novembro de 2002  | 56     | Nashville, TN          | Pay-per-view semanal #21                                | |
| 37 | America's Most Wanted                                        | 2        | 8 de janeiro de 2003    | 14     | Nashville, TN          | Pay-per-view semanal #27                                | |
| 38 | Triple X (Christopher Daniels, Low Ki e Elix Skipper)        | 1        | 22 de janeiro de 2003   | 14     | Nashville, TN          | Pay-per-view semanal #29                                | Apesar de Low Ki e Skipper terem conquistado o título, os três membros do grupo eram reconhecidos como campeões pela regra dos Freebirds.                                                                  |
| —  | Vago                                                         | —        | 5 de fevereiro de 2003  | —      | Nashville, TN          | Pay-per-view semanal #31                                | Título vago após um pinfall duplo envolvendo os Disciples of the New Church. |
| 39 | Triple X                                                     | 2        | 12 de março de 2003     | 35     | Nashville, TN          | Pay-per-view semanal #36                                | Daniels e Low Ki derrotaram America's Most Wanted. |
| 40 | Jerry Lynn (2) e The Amazing Red                             | 1        | 16 de abril de 2003     | 21     | Nashville, TN          | Pay-per-view semanal #41                                | Derrotaram Daniels e Skipper. |
| 41 | Triple X                                                     | 3        | 7 de maio de 2003       | 49     | Nashville, TN          | Pay-per-view semanal #44                                | Daniels venceu uma luta 2-contra-1 por desqualificação. |
| 42 | America's Most Wanted                                        | 3        | 25 de junho de 2003     | 63     | Nashville, TN          | Pay-per-view semanal #51                                | Derrotou Daniels e Skipper em uma jaula de ferro. |
| 43 | Simon Diamond e Johnny Swinger                               | 1        | 27 de agosto de 2003    | 91     | Nashville, TN          | Pay-per-view semanal #60                                | |
| 44 | 3Live Kru (B.G. James, Ron Killings e Konnan)                | 1        | 26 de novembro de 2003  | 63     | Nashville, TN          | Pay-per-view semanal #72                                | Derrotaram Diamond, Swinger e Glenn Gilberti em uma luta de trios. 3LK defenderam o título pela regra dos Freebirds.                                                                                       |
| 45 | The Red Shirt Security (Kevin Northcutt (2) e Joe Legend)    | 1        | 28 de janeiro de 2004   | 7      | Nashville, TN          | Pay-per-view semanal #79                                | |
| 46 | A.J. Styles (2) e Abyss                                      | 1        | 4 de fevereiro de 2004  | 28     | Nashville, TN          | Pay-per-view semanal #80                                | |
| —  | Vago                                                         | —        | 3 de março de 2004      | —      | Nashville, TN          | Pay-per-view semanal #84                                | Título vago por Vince Russo por impossibilidade de defesa. |
| 47 | Kid Kash e Dallas                                            | 1        | 31 de março de 2004     | 14     | Nashville, TN          | Pay-per-view semanal #88                                | Derrotaram Triple X (Daniels e Low Ki) na final de um torneio. |
| 48 | D'Lo Brown e El Gran Apolo                                   | 1        | 14 de abril de 2004     | 7      | Nashville, TN          | Pay-per-view semanal #90                                | Venceram por desqualificação. |
| 49 | Kid Kash e Dallas                                            | 2        | 21 de abril de 2004     | 43     | Nashville, TN          | Pay-per-view semanal #91                                | Venceram por desqualificação. |
| 50 | America's Most Wanted                                        | 4        | 4 de junho de 2004      | 34     | Orlando, FL            | Impact!                                                 | Exibido em 4 de junho de 2004. |
| 51 | The Naturals (Chase Stevens e Andy Douglas)                  | 1        | 7 de julho de 2004      | 63     | Nashville, TN          | Pay-per-view semanal #102                               | |
| 52 | Chris Harris (5) e Elix Skipper (4)                          | 1        | 8 de setembro de 2004   | 13     | Nashville, TN          | Pay-per-view semanal #111                               | |
| 53 | Christopher Daniels (4) e James Storm (5)                    | 1        | 21 de setembro de 2004  | 21     | Orlando, FL            | Impact!                                                 | Exibido em 24 de setembro de 2004. |
| 54 | Team Canada (Bobby Roode e Eric Young)                       | 1        | 12 de outubro de 2004   | 26     | Orlando, FL            | Impact!                                                 | Exibido em 15 de outubro de 2004. |
| 55 | 3Live Kru                                                    | 2        | 7 de novembro de 2004   | 28     | Orlando, FL            | Victory Road (2004)                                     | Konnan e James venceram o título, com Killings também o defendendo pela "regra dos Freebirds". |
| 56 | Team Canada                                                  | 2        | 5 de dezembro de 2004   | 42     | Orlando, FL            | TNA Turning Point (2004)                                | Derrotaram James e Killings. |
| 57 | America's Most Wanted (Chris Harris (6) e James Storm (6))   | 5        | 16 de janeiro de 2005   | 100    | Orlando, FL            | Final Resolution (2005)                                 | |
| 58 | The Naturals                                                 | 2        | 26 de abril de 2005     | 162    | Orlando, FL            | Impact!                                                 | |
| —  | Vago                                                         | —        | 5 de outubro de 2005    | —      | Springfield, TN        | Evento ao vivo                                          | Título vago após luta com Eric Young e Cassidy Riley. |
| 59 | The Naturals                                                 | 3        | 8 de outubro de 2005    | 3      | Nashville, TN          | Aniversário de 57 Anos da NWA                           | Derrotaram Young e Riley em uma Nashville Street Fight. |
| 60 | America's Most Wanted (Chris Harris (7) e James Storm (7))   | 6        | 11 de outubro de 2005   | 250    | Orlando, FL            | Impact!                                                 | Exibido em 22 de outubro de 2005. |
| 61 | A.J. Styles (3) e Christopher Daniels (5)                    | 1        | 18 de junho de 2006     | 64     | Orlando, FL            | Slammiversary (2006)                                    | |
| 62 | The Latin American Xchange (Homicide e Hernandez)            | 1        | 14 de agosto de 2006    | 41     | Orlando, FL            | Impact!                                                 | Foi uma luta Border Brawl exibida em 24 de agosto de 2006. |
| 63 | A.J. Styles (4) e Christopher Daniels (6)                    | 2        | 24 de setembro de 2006  | 28     | Orlando, FL            | No Surrender (2006)                                     | Foi uma luta Ultimate X. |
| 64 | The Latin American Xchange                                   | 2        | 22 de outubro de 2006   | 175    | Plymouth Township, MI  | Bound for Glory (2006)                                  | Foi uma luta Six Sides of Steel. |
| 65 | Team 3D (Brother Ray e Brother Devon)                        | 1        | 15 de abril de 2007     | 28     | Saint Charles, MO      | Lockdown (2007)                                         | Foi uma luta Six Sides of Steel eletrificada. |
| —  | Vago                                                         | —        | 13 de maio de 2007      | —      | Charlotte, NC          | Evento ao vivo                                          | O título é vago após a Total Nonstop Action Wrestling (TNA) deixar a NWA, que retomou controle dos cinturões. Em resposta, a TNA criou o TNA World Tag Team Championship.                                  |
| 66 | The Real American Heroes (Karl Anderson e Joey Ryan)         | 1        | 8 de julho de 2007      | 217    | McAllen, TX            | Evento ao vivo                                          | Derrotaram Billy Kidman & Sean Waltman e Incognito & Sicodelico, Jr.. |
| 67 | Los Luchas (Phoenix Star e Zokre)                            | 1        | 10 de fevereiro de 2008 | 237    | Las Vegas, NV          | Evento ao vivo                                          | |
| 68 | The Skullkrushers (Rasche Brown e Keith Walker)              | 1        | 4 de outubro de 2008    | 777    | Robstown, TX           | Evento ao vivo                                          | |
| 69 | The Dark City Fight Club (Jon Davis e Kory Chavis)           | 1        | 20 de novembro de 2010  | 162    | Milwaukee, WI          | Evento ao vivo                                          | |
| 70 | The Usual Suspects (A.J. Steele e Murder One)                | 1        | 1 de maio de 2011       | 14     | Warner Robins, GA      | NWA RPW Memorial Mayhem (2011)                          | |
| 71 | The Dark City Fight Club                                     | 2        | 15 de maio de 2011      | 580    | Warner Robins, GA      | Evento da NWA RPW                                       | |
| 72 | The Kingz of the Underground (Scot Summers e Ryan Genesis)   | 1        | 15 de dezembro de 2012  | 126    | San Antonio, TX        | NWA BOW December to Remember                            | Derrotaram Kory Chavis e Lance Hoyt pelo título; Davis se ausentou por um longo período de tempo, mas a NWA nunca vagou o título sob a posse do Dark City Fight Club.                                      |
| 73 | Killer Elite Squad (Davey Boy Smith, Jr. e Lance Archer (3)) | 1        | 20 de abril de 2013     | 203    | Houston, TX            | NWA Houston Parade of Champions                         | O IWGP Tag Team Championship de Smith e Archer também estava sendo disputado. |
| 74 | The IronGodz (Jax Dane e Rob Conway)                         | 1        | 9 de novembro de 2013   | 148    | Osaka, Japão           | Power Struggle (2013)                                   | Foi uma luta de duas quedas que também envolveu Tencozy. IronGodz venceu a primeira queda pelo título; K.E.S reconquistou o título da IWGP na segunda queda.                                               |
| 75 | Tencozy (Hiroyoshi Tenzan e Satoshi Kojima)                  | 1        | 6 de abril de 2014      | 190    | Tóquio, Japão          | Invasion Attack 2014                                    | [ 3 ] |
| 76 | Killer Elite Squad (Davey Boy Smith, Jr. e Lance Archer (4)) | 2        | 13 de outubro de 2014   | 362    | Tóquio, Japão          | King of Pro-Wrestling (2014)                            | [ 4 ] |
| 77 | The Heatseekers (Sigmon e Elliot Russell)                    | 1        | 10 de outubro de 2015   | 55     | Dyersburg, TN          | NWA Mid-South Presents Glory Lasts Forever              | Derrotaram K.E.S. e The Illuminati (Chase Owens e Chris Richards) |
| 78 | The Iron Empire (Matt Riviera e Rob Conway (2))              | 1        | 4 de dezembro de 2015   | 3389+  | Robinsonville, MS      | NWA Mid-South Presents: Wrestling at the Resorts Casino | |

## Lista de reinados combinados
Em 15 de março de 2025.
| +  | Indica os atuais campeões.         |
| <1 | Indica reinados menores que 1 dia. |

### Por equipe
| Pos. | Equipe                                                     | Nº de reinados | Dias combinados |
| ---- | ---------------------------------------------------------- | -------------- | --------------- |
| 1    | The Skullkrushers (Rasche Brown e Keith Walker)            | 1              | 777             |
| 2    | The Dark City Fight Club (Jon Davis e Kory Chavis)         | 2              | 742             |
| 3    | Killer Elite Squad (Davey Boy Smith, Jr. e Lance Archer)   | 2              | 565             |
| 4    | America's Most Wanted (Chris Harris e James Storm)         | 6              | 517             |
| 5    | The New Heavenly Bodies (Chris Nelson e Vito DeNucci)      | 3              | 328             |
| 6    | Los Luchas (Phoenix Star e Zokre)                          | 1              | 237             |
| 6    | Bad Attitude (David Young e Rick Michaels)                 | 3              | 237             |
| 7    | Tarzan Goto e Mr. Gannosuke                                | 1              | 236             |
| 8    | The Naturals (Chase Stevens e Andy Douglas)                | 3              | 228             |
| 9    | The Real American Heroes (Karl Anderson e Joey Ryan)       | 1              | 217             |
| 10   | The Latin American Xchange (Homicide e Hernandez)          | 2              | 216             |
| 11   | Tencozy (Hiroyoshi Tenzan e Satoshi Kojima)                | 1              | 190             |
| 12   | The Hollywood Blonds (Steve Austin e Brian Pillman)        | 1              | 169             |
| 13   | The Rock 'n' Roll Express (Ricky Morton e Robert Gibson)   | 4              | 149             |
| 14   | The IronGodz (Jax Dane e Rob Conway)                       | 1              | 148             |
| 15   | Team Extreme (Kit Carson e Khris Germany)                  | 2              | 140             |
| 16   | The New Midnight Express (Bodacious Bart e Bombastic Bob)  | 1              | 137             |
| 17   | The Brotherhood (Eric Sbraccia e Knuckles Nelson)          | 1              | 130             |
| 18   | The Iron Empire (Matt Riviera e Rob Conway)                | 1              | 3389+           |
| 19   | The Kingz of the Underground (Scot Summers e Ryan Genesis) | 1              | 126             |
| 20   | The Andersons (Pat Anderson e C. W. Anderson)              | 1              | 109             |
| 21   | Ricky Steamboat e Shane Douglas                            | 1              | 104             |
| 22   | Triple X (Christopher Daniels, Low Ki e Elix Skipper)      | 3              | 98              |
| 22   | The Brotherhood (Knuckles Nelson e Dukes Dalton)           | 1              | 98              |
| 23   | A.J. Styles e Christopher Daniels                          | 2              | 92              |
| 23   | Simon Diamond e Johnny Swinger                             | 1              | 92              |
| 24   | 3Live Kru (Konnan, B.G. James e Ron Killings)              | 2              | 91              |
| 25   | Disturbing Behavior (Tim Renesto e Jeff Daniels)           | 1              | 81              |
| 26   | Terry Gordy e Steve Williams                               | 1              | 71              |
| 27   | Team Canada (Eric Young e Bobby Roode)                     | 2              | 68              |
| 28   | Barry Windham e Dustin Rhodes                              | 1              | 58              |
| 29   | Kid Kash e Dallas                                          | 2              | 57              |
| 30   | The Disciples of The New Church (Brian Lee e Slash)        | 1              | 56              |
| 31   | The Heatseekers (Sigmon e Elliot Russell)                  | 1              | 55              |
| 32   | xXx (Curtis Thompson e Drake Dawson)                       | 2              | 48              |
| 33   | The Border Patrol (Agent Gunn e Agent Maxx)                | 2              | 43              |
| 34   | A.J. Styles e Jerry Lynn                                   | 1              | 42              |
| 35   | The Headbangers (Thrasher e Mosh)                          | 1              | 41              |
| 36   | Barry Windham e Tully Blanchard                            | 1              | 28              |
| 36   | A.J. Styles e Abyss                                        | 1              | 28              |
| 36   | Team 3D (Brother Ray e Brother Devon)                      | 1              | 28              |
| 37   | Arn Anderson e Paul Roma                                   | 1              | 22              |
| 38   | Murder, Inc. (Kevin Northcutt e Jimmy James)               | 1              | 21              |
| 38   | Christopher Daniels e James Storm                          | 1              | 21              |
| 39   | The Shane Twins (Mike e Todd)                              | 1              | 20              |
| 40   | The Bad Street Boys (Joey Matthews e Christian York)       | 1              | 14              |
| 40   | The Usual Suspects (A.J. Steele e Murder One)              | 1              | 14              |
| 41   | Chris Harris e Elix Skipper                                | 1              | 13              |
| 42   | D'Lo Brown e El Gran Apolo                                 | 1              | 7               |
| 42   | The Red Shirt Security (Kevin Northcutt e Joe Legend)      | 1              | 7               |
| 42   | The Brotherhood (Knuckles Nelson e Rick Fuller)            | 1              | 7               |
| 43   | The Main Event (Reno Riggins e Steven Dunn)                | 1              | 5               |
| 44   | The Public Enemy (Johnny Grunge e Rocco Rock)              | 1              | 2               |
| 44   | L.A. Stephens e Big Bubba Pain                             | 1              | 2               |
| 45   | David Flair e Dan Factor                                   | 1              | 1               |
| 45   | Glacier e Jason Sugarman                                   | 1              | 1               |